# セレオ甲府
セレオ甲府（セレオこうふ）は、株式会社JR中央線コミュニティデザインが山梨県甲府市の甲府駅に隣接して運営している駅ビルの名称である。

## 概要
1986年（昭和61年）開催のかいじ国体に合わせ、それまで木造平屋建てだった甲府駅舎を橋上化する工事が行われ、その際商業施設の入る駅ビルとして1985年（昭和60年）10月6日に「エクラン」の名称で開業した。地上5階建の施設であり、ロータリーから直接店舗に入れるほか、2階にある甲府駅改札口から階段の昇降することなく店舗へ入れる構造となっている。開業当初は南口にエスカレーターは設置されていなかったが、1995年（平成7年）に設置され、現在はエクランに入ることなく直接駅へ向かうことができる。また、車椅子で駅ロータリーと改札口を利用する際は、当初は一度エクランに入り店舗内のエレベーターを利用する必要があったが、2018年（平成30年）2月に新たに斜行エレベーターが導入されたため、以後は車椅子でも直接地上から改札口に向かうことができるようになった。なお駅構内や駅ビルでの斜行エレベーターの設置は大分県の中津駅に次いで全国2例目。
運営は開業当初「甲府ステーションビル株式会社」が行っていた。その後、当社は2006年（平成18年）に 「八王子ターミナルビル株式会社」へ吸収合併され、翌年「JR東京西駅ビル開発株式会社」に社名変更された。
オープンから築30年近くが経過しようとしていたことから、2014年11月から一部店舗の営業を継続したまま改修工事を実施し、またJR東京西駅ビル開発が管理する他の駅ビルとブランド名を統一するため2015年3月13日に「セレオ甲府」として改装オープンした。

## フロアガイドと主なテナント
店舗構造として5階はレストラン・サロンフロア、4階は文具・雑貨店、3階はファッション、2階はフードおよび各種グッズコーナー、1階は生鮮食品・スーパーマーケットとなっている。また、6階からは屋上に出ることができ、晴天時には富士山を見ることができる。
詳細は外部リンクを参照

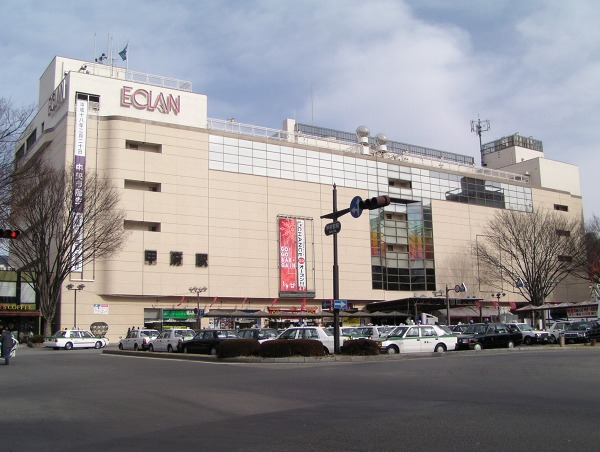
改装前のエクランと甲府駅駅ビル（2006年1月）
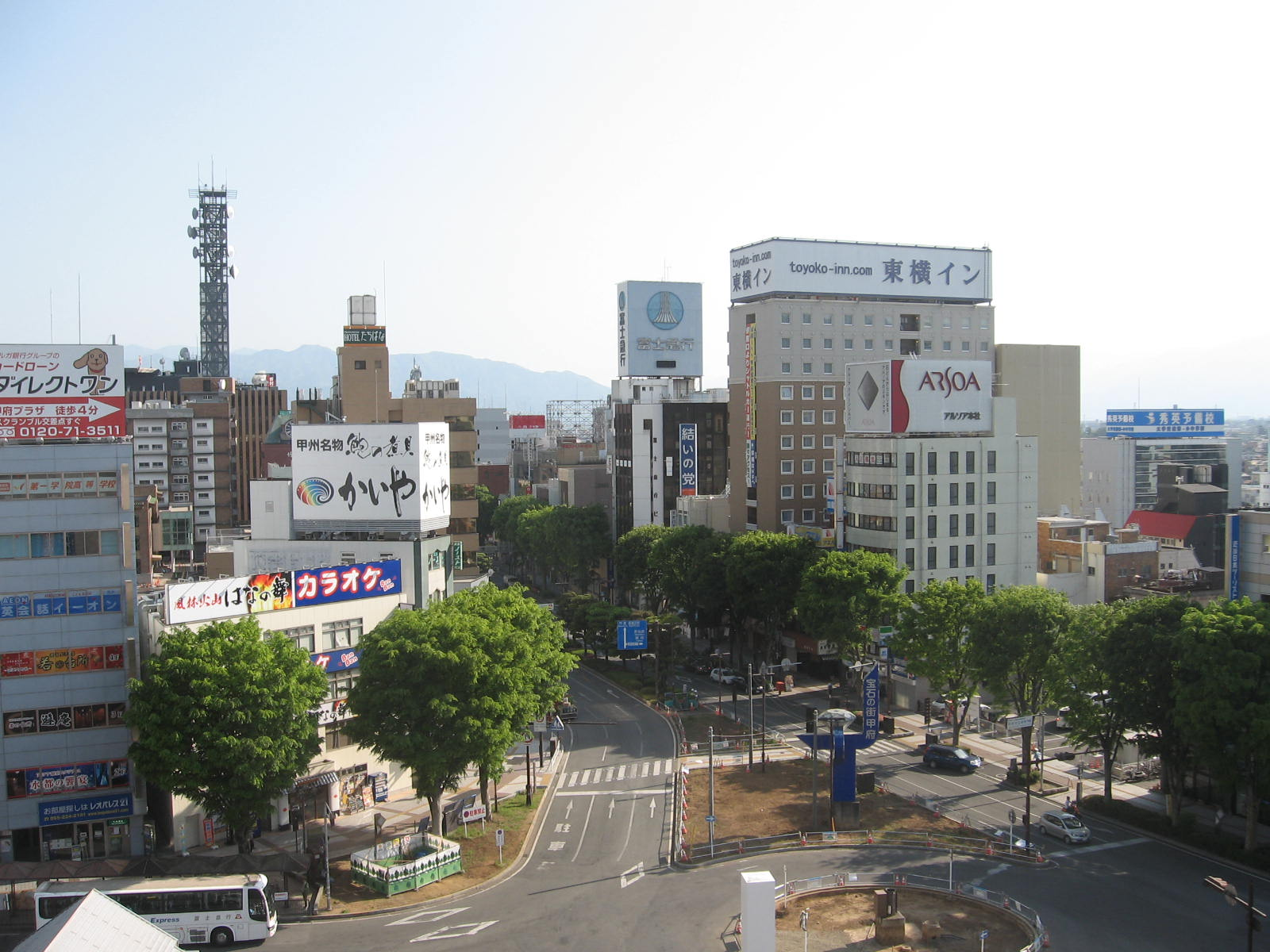
屋上から見た駅前（2015年5月）
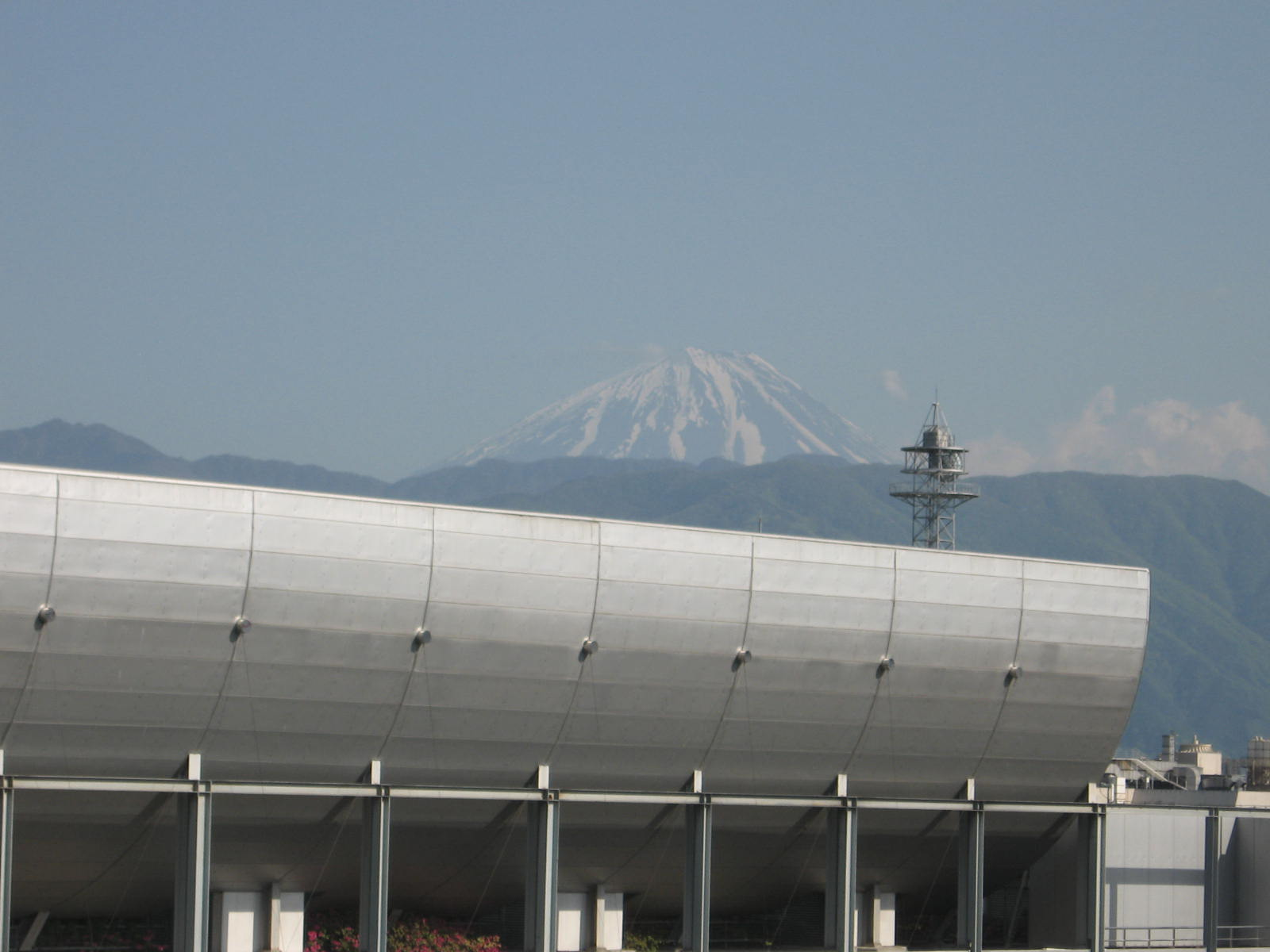
屋上から見た富士山（2015年5月）

## 交通
- 甲府駅改札口から南口方面へすぐ

車で来訪の場合、建物西側に専用の駐車場がある。